# Raet
Raet (rˁỉ.t) vagy Raet-Taui (rˁỉ.t-t3.wỉ) az ókori egyiptomi vallás egyik istennője. Ré női párja, neve is az ő nevének női alakja; nevének hosszabb formája, a Raet-Taui jelentése: „a két ország Raetje” (Felső- és Alsó-Egyiptom). Az V. dinasztia idején tűnik fel. Valószínűleg eleve Ré kiegészítéseként jött létre, nem önálló eredetű istenség. Bár az ég és az istenek úrnőjének nevezik, kisebb jelentősége volt, mint Hathornak, akit szintén tekintettek Ré feleségének (máshol a lányának). Tartották Montu feleségének is, vele és Harpokratésszel triádot alkottak Karnakban és Medamudban. Ünnepe aratás évszak negyedik havában volt. A római időkből fennmaradtak egy démotikus kézirat töredékei, melyeken Raethez írott himnuszok is szerepelnek.
Összefüggésbe hozták a szintén Théba környékén tisztelt Iunit istennővel is; Raet talán Iunit szoláris aspektusa.

## Ikonográfiája
Ritkán ábrázolják. Nő alakban jelenik meg, fején Hathorhoz hasonlóan tehénszarvak közt napkoronggal, ureusszal, időnként két madártollal is.